# Спрингфилд Лейзерс
«Спрингфилд Лейзерс» (англ. Springfield Lasers) — команда, выступающая в профессиональной теннисной лиге World TeamTennis, победитель сезона 2018 года и многократный финалист лиги. Базируется в Спрингфилде (штат Миссури).

## История
Франшиза лиги World TeamTennis была выкуплена у Уичито (Канзас) для Спрингфилда в 1996 году местным предпринимателем Гарри Купером. Гарри и его племянник Джон остаются членами дирекции команды, выступающей на стадионе Cooper Tennis Complex (семья Купер платит 50 тысяч долларов в год за права на название стадиона и выделила в 2006 году миллион долларов на его реконструкцию), но в отличие от других клубов лиги «Лейзерс» являются в настоящее время собственностью города, тратящего на их содержание примерно 200 тысяч долларов в год на протяжении почти двух десятилетий. В общей сложности, помимо четырёх национальных спонсоров лиги, у «Спрингфилд Лейзерс» было 14 местных спонсоров, покрывавших 40 % бюджета команды.
За время существования спрингфилдской команды она шесть раз участвовала в финальных матчах WTT (четыре финала на площадке соперников, один на своём и один на нейтральном корте). В 1999 году «Лейзерс» проиграли «Сакраменто Кэпиталз» (15:23), в 2001 году — «Филадельфия Фридомз» (18:20) и в 2009 году — «Вашингтон Каслс» (20:23). В сезоне 2013 года «Лейзерс» проиграли свой четвёртый финал, причём во второй раз подряд — «Вашингтону» (12:25), а через год уступили тому же сопернику уже на своей площадке (13:25). Свой первый титул «Лейзерс» завоевали в 2018 году, переиграв в Филадельфии местный клуб со счётом 19-18 благодаря победе Миомира Кецмановича в последнем сете.

## Домашний стадион
Домашний стадион команды, Cooper Tennis Complex, расположен в Спрингфилде. Вместимость центрального корта — 2500 зрительских мест; всего в комплексе насчитывается 12 открытых и 16 крытых кортов. Это один из наиболее современных теннисных стадионов, в 2002 году признанный «лучшим городским спортивным сооружением» по версии Tennis Industry’s Champions of Tennis, а в 2006 году «стадионом года» долины Миссури по версии Ассоциации тенниса Соединённых Штатов. На стадионе также проводились матчи Кубка Федерации, национальные первенства, турниры Гран-при и WTA.

## Состав (2018)
- Миомир Кецманович
- Ваня Кинг
- Даниэль Нестор
- Джек Сок
- Абигейл Спирс

Тренер — Джон-Лаффни де Ягер (трёхкратный обладатель звания «тренер года» в составе «Спрингфилд Лейзерс»)